# حناضة (الرجم)

تعديل مصدري - تعديل

حناضة هي إحدى قرى عزلة البشاري بمديرية الرجم التابعة لمحافظة المحويت، بلغ تعداد سكانها 375 نسمة حسب تعداد اليمن لعام 2004.